# 赫尔穆特·赛布特
赫尔穆特·赛布特（德語：Hellmut Seibt，1929年6月25日—1992年7月21日），奥地利男子花样滑冰运动员。他曾代表奥地利参加1948年和1952年冬季奥林匹克运动会花样滑冰比赛，其中1952年冬季奥运会获得一枚银牌。